# فاز شلیک (کدگذاری عصبی)
در علوم اعصاب، فازِ شلیک (یا فازِ اسپایک)، نوعی رمز عصبی (کد نورونی) است که ترکیبی از طرح رمز عصبی شمارش شلیک‌ها (یا تعداد شلیک)، با یک مرجع زمانی براساس نوسانات آهستهٔ موجود در شبکه می‌باشد. به عبارت دیگر، با در نظر گرفتن موقعیت شلیک‌های عصبی در نوسانی که بر روی آن سوار شده است اطلاعات بیشتری در مورد محتوایی که توسط آن شلیک رسانده می‌شود آشکار می‌شود.

## مقدمه
کدهای نورونی متفاوتی برای توضیح چگونگی پردازش و بازنمایی اطلاعات حسی در نورونها پیشنهاد شده است. مثلاً یکی از انواع سنتی و پذیرفته شدهٔ این کدها کدگذاری مبنی بر نرخ است که همان سرعت (نرخ، تعداد یا تواتر) شلیک پتانسیل عمل نورون‌ها می‌باشد. در چنین معیاری تعداد پتانسیل‌های عمل به وجود آمده در یک بازهٔ زمانی مهم است و نه طریقه و الگوی قرار گرفتن این پتانیسل‌های عمل نسبت به یکدیگر در طول زمان. اما اخیراً در مطالعاتی (از قبیل ۱) دیده شده که در برخی مناطق حسی قشر مغز، محرک‌های غنی (و دینامیک) توسط پاسخ نورونها با توجه به فاز نوسانات جاریِ شبکه رمزبندی می‌شوند و نه فقط از نظر شمارش شلیک‌ها (اسپایک‌ها) ی پتانسیل عمل صادر شده. در این نوع رمز عصبی، فاز نوسانات بر مبنای ولتاژ زمینه محلی (پتانسیل میدان محلی) تعیین می‌شود.
این نوع رمز عصبی اغلب به عنوان یک کدگذاری مبتنی بر زمان طبقه‌بندی می‌شود چرا که علاوه بر تعداد اسپایک‌ها موقعیت زمانی آنها را هم تحت عنوان فاز در نظر می‌گیرد. هرچند برچسبِ زمانی مورد استفاده دانه درشت است؛ به این صورت که تنها چهار مقدار گسسته برای فاز در نظر گرفته می‌شود و این تعداد برای نمایش تمام محتویات اطلاعاتی در این نوع رمز کافی است. این فاز بر اساس نوسان‌های آهسته (کم بسامد) می‌باشد (مثلاً یک تا چهار هرتز).
طرح فازِ شلیک، برداشتی از پدیدهٔ تقدم فاز است که در سلول‌های جا(place cells) در هیپوکامپ مشاهده می‌شود.

## مرتبط
- کدگذاری عصبی (رمز عصبی،‌ کد نورونی یا کدی نورونی)
- رمزهای زمانی
- پتانسیل میدان محلی
- نوسان‌های عصبی